# 马萨诸塞湾
马萨诸塞湾是美国麻薩諸塞州旁边缅因湾内的一个海湾，北起安角，南至普利茅斯港，全长约42英里（68）。马萨诸塞湾殖民地得名于此。

## 马萨诸塞湾填埋场
马萨诸塞湾填埋场（Massachusetts Bay Disposal Site）是一个用于倾倒垃圾的深水填埋场。1919年至1970年间，这里倾倒了大量普通军火和化学武器，后来许多又被冲上岸。